# مسجد مركز الإسلام
مسجد مركز الإسلام هو مسجد يقع في ماكاسار في إندونيسيا، وهو أكبر مسجد في المنقطة المركزية بشرق إندونيسيا، تم بناء المسجد في عام 1994 واكتمل البناء في عام 1996، يستخدم المسجد اليوم لأداء الصلاة بالإضافة للمناسبات الدينية، ويعد المسجد من أكبر وأروع المساجد في جنوب شرق آسيا، يتكون بناء المسجد من ثلاثة طوابق مشيدة من الجرانيت .
تم تصميم المسجد من قبل مهندس معماري أشرف على صنع العديد من المساجد الكبيرة هو أحمد نعمان. العمارة مستوحاة من المسجد الحرام في مكة المكرمة والمسجد النبوي في المدينة المنورة. ومع ذلك، لا ينسى شكل المسجد العناصر المعمارية النموذجية لجنوب سولاويزي. ويمكن رؤية ذلك من السقف المستطيل الشكل المستوحى من مسجد كاتانغكا، وهو أقدم مسجد في غوا في جنوب سولاويزي ومنزل بوجيس ماكاسار بشكل عام.
أساس المبنى قوي بوجود 450 ركيزة بعمق 21 مترا. للسقف يستخدم النحاس أو التيجولا المصنوعة في إيطاليا. تستخدم جدران الطابق الأول السيراميك، بينما يستخدم الطابقان الثاني والثالث الجرانيت.
جدار المحراب عبارة عن مركز مرئي مصنوع من الجرانيت الأسود مزين بخط نحاسي مستطيل. يتكون هذا الخط من آيات وسور القرآن والشهادة "لا إله إلا الله محمد رسول الله"، وعلى رأس المحراب، كتبت آية 144 من سورة البقرة: ﴿قَدْ نَرَى تَقَلُّبَ وَجْهِكَ فِي السَّمَاءِ فَلَنُوَلِّيَنَّكَ قِبْلَةً تَرْضَاهَا فَوَلِّ وَجْهَكَ شَطْرَ الْمَسْجِدِ الْحَرَامِ وَحَيْثُ مَا كُنْتُمْ فَوَلُّوا وُجُوهَكُمْ شَطْرَهُ وَإِنَّ الَّذِينَ أُوتُوا الْكِتَابَ لَيَعْلَمُونَ أَنَّهُ الْحَقُّ مِنْ رَبِّهِمْ وَمَا اللَّهُ بِغَافِلٍ عَمَّا يَعْمَلُونَ ۝١٤٤﴾ [البقرة:144].
يصل ارتفاع المنارة إلى 84 مترًا، بحجم 3 × 3 متر. يزداد ارتفاع المنارة متراً واحداً فقط عن منارة المسجد النبوي. على ارتفاع 17 مترًا، يحتوي البرج على خزان بحجم 30 م 3.